# Polje (kanton hercegowińsko-neretwiański)
Polje – wieś w Bośni i Hercegowinie, w Federacji Bośni i Hercegowiny, w kantonie hercegowińsko-neretwiańskim, w gminie Konjic. W 2013 roku liczyła 1 mieszkańca – Boszniaka.